# Nick Nuyens
Nick Nuyens (født 5. maj 1980) er en belgisk tidligere professionel cykelrytter.
Han har blandt andet vundet semi-klassikerne Kuurne-Bruxelles-Kuurne, Omloop Het Volk og Paris-Bruxelles.
Efter en længere periode uden sejre vandt han i 2011 Dwars door Vlaanderen, samt Flandern Rundt.

## Resultater
2002
1st National U-23 Road Race Champion
1st U-23 Ronde van Vlaanderen
2004
1st Overall Ster Elektrotoer
1st Stage 3
1st Paris-Brussels
1st GP de Wallonie
1st GP Industria & Commercio di Prato
3rd Overall Tour of Britain
2005
1st Overall Tour of Britain
1st Stage 1
1st Stage 5
1st GP de Wallonie
1st Omloop Het Volk
2006
1st Stage 3 Tour de Suisse
1st Kuurne-Brussels-Kuurne
2007
1st Overall Étoile de Bessèges
1st Stage 3
1st Stage 1 Eneco Tour of Benelux
4th Omloop Het Volk
7th Flandern Rundt
2008
2nd Omloop Het Volk
2nd Flandern Rundt
2009
1st GP de Wallonie
8th Amstel Gold Race
2010
1st Stage 5 Østrig Rundt
2011
1st Dwars door Vlaanderen
1st Flandern Rundt
3rd Klasika Primavera